# Нидервюршниц
Нидервюршниц (нем. Niederwürschnitz) — община в Германии, в земле Саксония, входит в состав района Рудные Горы. Подчиняется управлению Лугау.
Население составляет 2667 человек (на 31 декабря 2014 года). Занимает площадь 6,06 км².

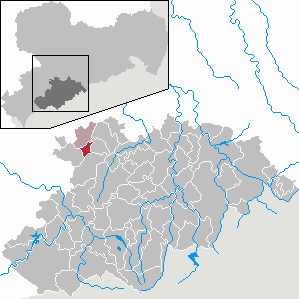
Нидервюршниц на карте района
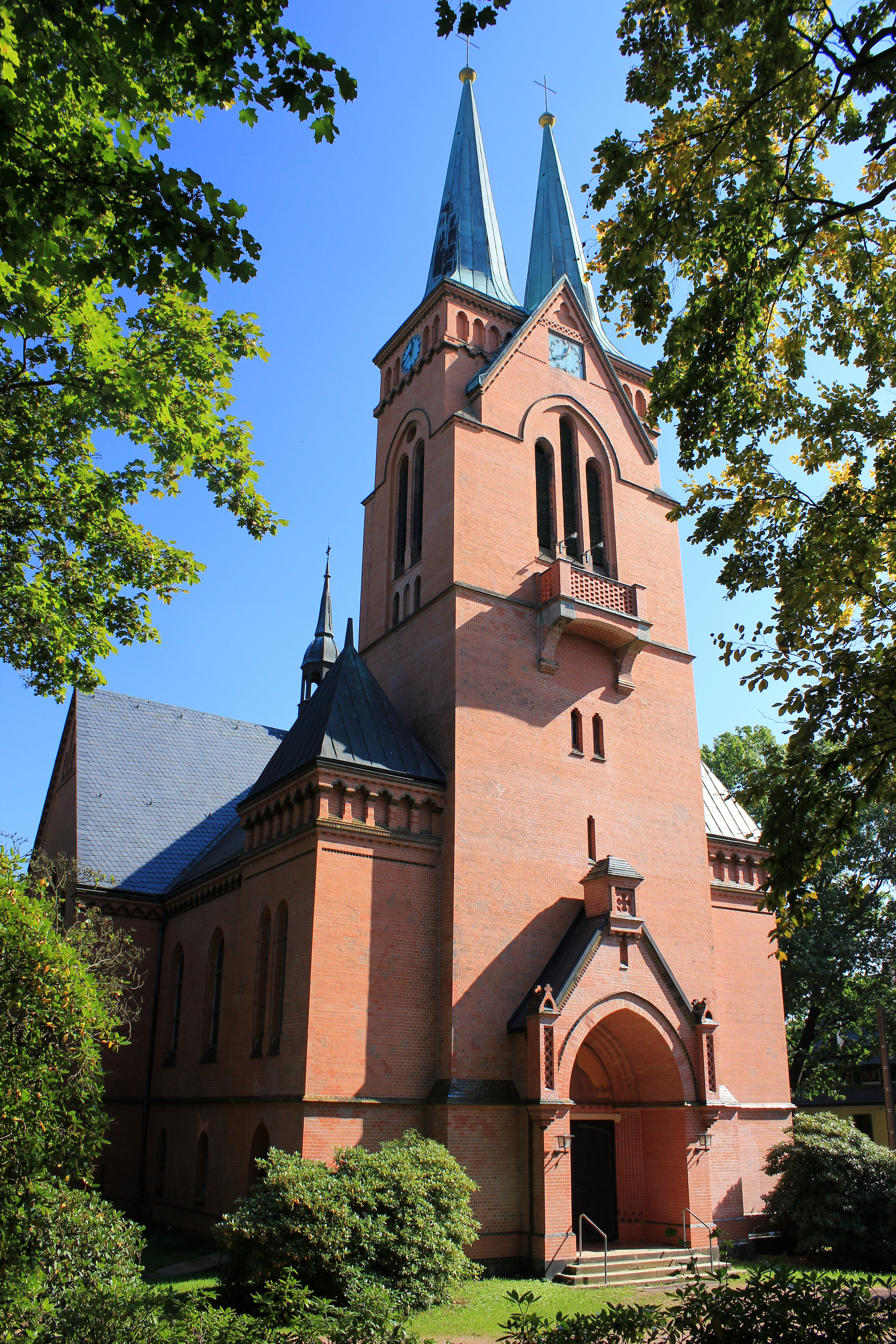
Церковь в Нидервюршнице
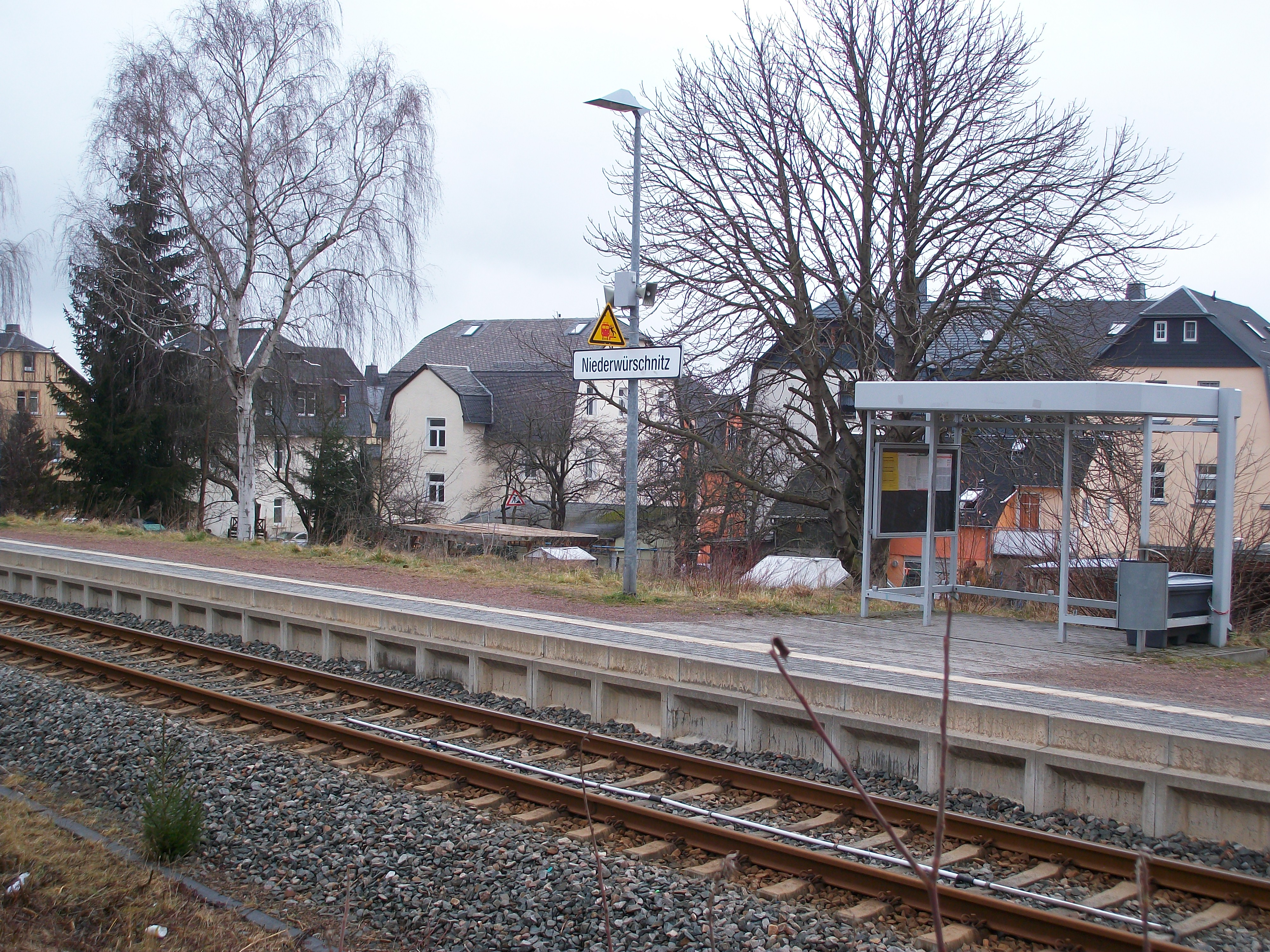
Ж/д платформа в Нидервюршнице
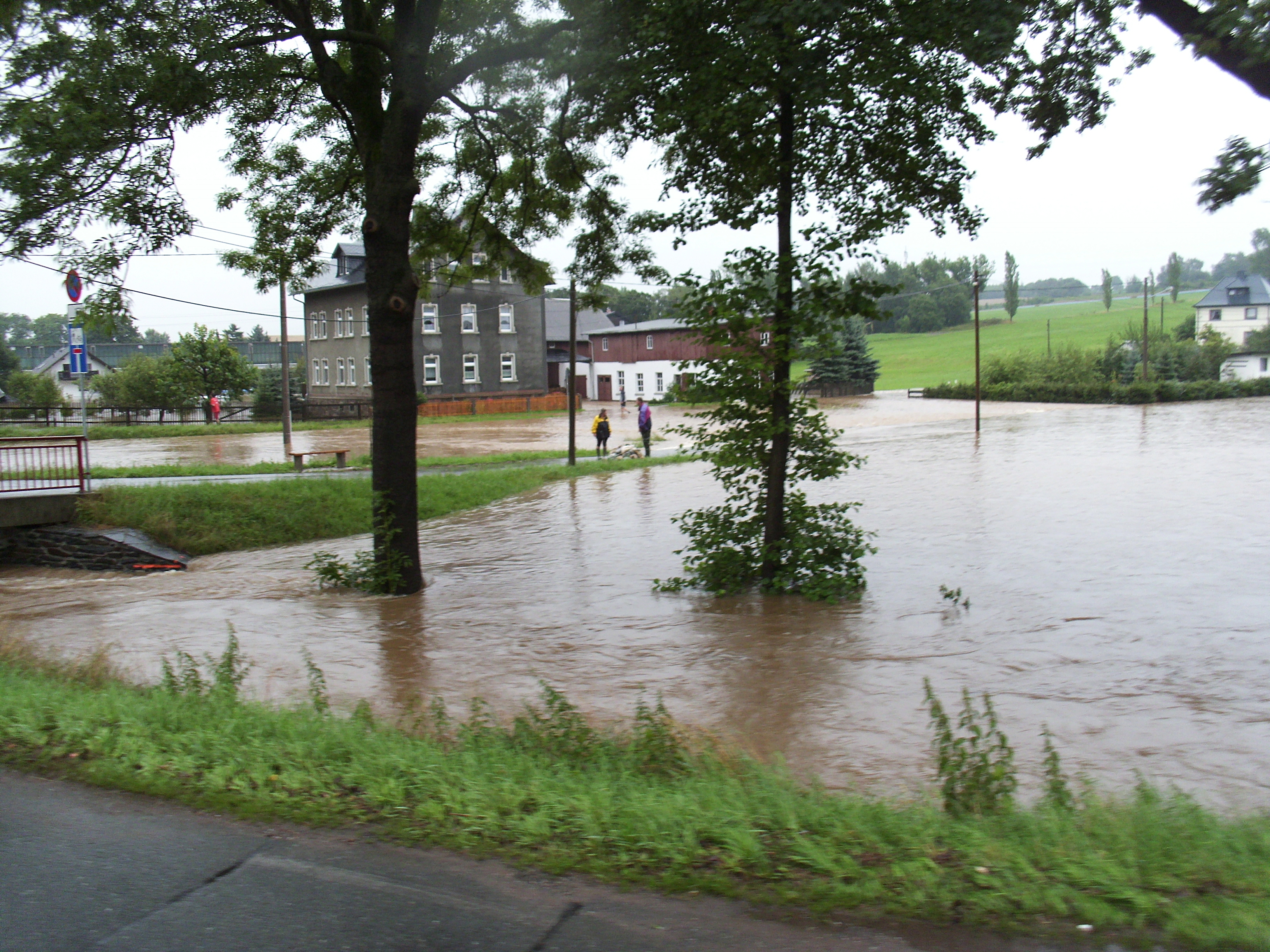
Наводнение 2010 года

## Население
| Год  | Численность | Численность |
| ---- | ----------- | ----------- |
| 2014 | 2691        | [ 4 ]       |
| 2017 | 2619        | [ 1 ]       |
| 2019 | 2592        | [ 5 ]       |
| 2021 | 2563        | [ 6 ]       |
| 2022 | 2544        | [ 7 ]       |
| 2023 | 2533        | [ 2 ]       |

## История
Первое упоминание о поселении относится к 1447 году. В 40-х годах XIX века на территории коммуны были разработаны несколько угольных шахт.

## Известные уроженцы
- Герхард Гариг — немецкий физик, эмигрировавший в СССР.